# Chryseutria nigrina
Chryseutria nigrina là một loài ruồi trong họ Asilidae. Chryseutria nigrina được Hardy miêu tả năm 1928. Loài này phân bố ở miền Australasia.